# Stadler Regio-Shuttle RS1
Pour les articles homonymes, voir RS1.

Le Stadler Regio-Shuttle RS1 est un autorail diesel utilisé en Allemagne pour des services ferroviaires locaux. Sa classification Deutsche Bahn est Class 650, mais la numérotation varie selon les compagnies l'exploitant, et elles sont plusieurs dizaines à en avoir. 

## Informations techniques
Produit au départ par ADtranz, le RS1 est à présent construit et vendu par Stadler Rail AG, depuis que Bombardier a vendu l’ancien site de production de Berlin-Wilhelmsruh en 2001 pour des raisons légales, après avoir pris le contrôle de ADtranz. Le RS1 est un autorail construit aux standards UIC. 65 % du véhicule est à plancher bas. Il est peu capacitaire (environ 170 passagers) mais peut être couplé jusqu'à 7 exemplaires. 
Deux moteurs indépendants de MAN, fonctionnant aussi bien au diesel qu'au biodiesel, font tourner chacun des deux bogies.
Il est exploité par plusieurs dizaines de compagnies privées ainsi que par la DB. Il circule sur une seule liaison française aux couleurs de l’entreprise Ortenau-S-Bahn, Métro-Rhin du TER Alsace où il effectue la liaison Offenbourg - Strasbourg en mixité avec des autorails TER Alsace X 73900.